# Östersunds tingsrätt
Östersunds tingsrätt är en tingsrätt i Sverige med kansli i Östersund. Tingsrättens domkrets omfattar hela Jämtlands län med kommunerna Berg, Bräcke, Härjedalen, Krokom, Ragunda, Strömsund, Åre och Östersund. Tingsrätten med dess domkrets ingår i domkretsen för Hovrätten för Nedre Norrland.
Östersunds tingsrätt utgör även en mark- och miljödomstol.

## Administrativ historik
Vid tingsrättsreformen 1971 bildades denna tingsrätt i Östersund av Östersunds rådhusrätt. Domkretsen bildades av:
- Östersunds stad (som samtidigt blev Östersunds kommun)
- den avskaffade kommunen Lit (från Jämtlands norra domsagas tingslag)
- den avskaffade Brunflo landskommun samt Näs församling och Sunne församling ur den avskaffade Hackås landskommun (från Jämtlands östra domsagas tingslag)
- den avskaffade Frösö köping samt Norderö församling från Hallens kommun (från Jämtlands västra domsagas tingslag)

1 januari 1982 upphörde Jämtbygdens tingsrätt och dess domsaga med Bräcke, Krokoms, Ragunda, Strömsunds och Åre kommuner uppgick i Östersunds domsaga.
17 maj 2004 upphörde Svegs tingsrätt och ur den domsagan övergick till denna domsaga Bergs och Härjedalens kommuner.
Tingsrätten har förutom Östersund haft tingsställen i Strömsund och Sveg.

## Lagmän
- 1971–1976: Åke Jansler
- 1977–1981: Carl-Göran Lindelöw tillförordnad
- 1982–1985: Anders Palm
- 1986–1991: Lars Herlitz
- 1992–1999: Carl-Gustaf Albemark
- 1999–2004: Lars-Olof Andersson
- 2004–2007: Peter Ekström
- 2007–2017: Göran Ingebrand
- 2017–2023: Caroline Hindmarsh
- 2024–: Anders Erlman